# Državna cesta D6
Die Državna cesta D6 (kroatisch für ,Nationalstraße D6‘) ist eine Nationalstraße in Kroatien. Die Straße führt im Anschluss an die slowenische Glavna cesta 105 von der slowenisch-kroatischen Grenze bei Jurovski Brod südlich von Metlika in südöstlicher Richtung nach Karlovac und überquert dort die Kupa. Anschließend verläuft sie für 14 km nach Süden gemeinsam mit der Državna cesta D1, von der sie sich bei Brezova Glava wieder trennt. Sie wendet sich nach Osten und führt nach Glina weiter. Von dort setzt sie sich nach Südosten fort und folgt später der Žirovnica bis zu deren Mündung in die Una. Bei Dvor/Matijevici wird die Una überquert und von dem jenseits des Flusses gelegenen Novi Grad (auch bekannt als Bosanski Novi) an setzt sich die Straße als M4 (Bosnien und Herzegowina) nach Prijedor fort.

## Geschichte
Während des Bestehens der SFR Jugoslawien trug die Straße die Nummer 4.